# Tomba 1560
Die Tomba 1560 (Grab 1560) ist ein zum Teil ausgemaltes etruskisches Grab, bestehend aus vier Kammern, das an den Anfang des vierten Jahrhunderts v. Chr. datiert. Das Grab wurde im Jahr 1960 entdeckt und befindet sich in der Monterozzi-Nekropole bei Tarquinia.
Das Grab umfasst vier Kammern: eine mittlere Kammer mit dem Eingang zum Grab und darum angeordnet drei weitere Kammern. Nur die mittlere Kammer ist ausgemalt, wobei die Malereien nur schlecht erhalten sind. Die Reste zeigen Musikanten und Tänzer.